# Эл Эй Найт
Шон Рикер (англ. Shaun Ricker, род. 1 ноября 1982, Хейгерстаун, Мэриленд) — американский рестлер, менеджер в рестлинге и актёр. В настоящее время выступает в WWE на бренде SmackDown под именем Эл Эй Найт (англ. LA Knight) и является бывшим двухкратным чемпионом Соединенных Штатов.
Рикер также известен по выступлениям в Impact Wrestling (2015—2019, как Илай Дрейк). Рикер также много работал в независимом рестлинге США, в частности в Championship Wrestling from Hollywood (2010—2013, под своим настоящим именем) и National Wrestling Alliance (2019—2021, как Илай Дрейк).
Рикер начал свою карьеру в рестлинге в 2003 году на независимой сцене. Позже, в 2010 году, он присоединился к аффилированной с NWA организации Championship Wrestling from Hollywood. После ухода из CWFH в 2013 году Рикер подписал контракт на развитие с WWE и выступал в NXT (тогда еще второстепенном проекте с гибридным форматом реалити-шоу и реслинга) под именем Слейт Рэндалл. WWE уволила его в 2014 году. В 2015 году Рикер подписал контракт с Impact Wrestling (тогда Total Nonstop Action Wrestling (TNA)). Рикер добился большого успеха в Impact/TNA, по одному разу владея титулами глобального чемпиона GFW/Impact, чемпиона King of the Mountain TNA и командного чемпион мира Impact (со Скоттом Штайнером). Он также дважды выигрывал кейс Feast or Fired в Impact. После ухода из Impact в 2019 году Рикер подписал контракт с недавно возрожденной NWA и один раз выиграл титул командных чемпионов мира NWA (вместе с Джеймсом Штормом). Рикер покинул NWA в 2021 году, чтобы вновь подписать контракт с WWE. Имя его персонажа сменилось на Эл Эй Найт, и он снова был назначен в NXT, который, пока его не было, превратился в крупное производство наравне с двумя ведущими телевизионными франшизами WWE — Raw и SmackDown.
Вне рестлинга Рикер участвовал в реалити-сериале TNT «Герой», который вел Дуэйн «Скала» Джонсон. Он также снялся в эпизоде сериала «Бруклин 9-9» в 2015 году.

## Титулы и достижения
- Championship Pro Wrestling
  - Командный чемпион CPW (1 раз) — с Джекпотом и Синдикатом Города Грехов[1]
- Championship Wrestling From Hollywood
  - Чемпион наследия CWFH в тяжёлом весе (1 раз)[2]
  - Командный чемпион наследия NWA (2 раза) — с Брайаном Кейджем[3]
  - Битва на красной дорожке (2013)[4]
- DDT Pro-Wrestling
  - Чемпион железных людей в хеви-металлическом весе (1 раз)[5][6]
- Future Stars of Wrestling
  - Чемпион FSW в тяжёлом весе (2 раза)[7][8]
- Empire Wrestling Federation
  - Чемпион EWF в тяжёлом весе (1 раз)[9]
  - Королевская битва Великого Голиафа (2011) — с Джошем Данбаром[10]
- Heartland Wrestling Association
  - Телевизионный чемпион HWA (1 раз)[11]
- Mach One Wrestling
  - Командный чемпион M1W (1 раз) — с Брайаном Кейджем[12]
  - Турнир за титул командных чемпионов M1W (2010) — с Брайаном Кейджем[13]
- National Wrestling Alliance
  - Командный чемпион мира NWA (1 раз) — с Джеймсом Штормом[14][15]
- Pro Wrestling Illustrated
  - № 32 в топ 500 рестлеров в рейтинге PWI 500 в 2018[16]
- Pro Wrestling Revolution
  - Чемпион PWR в тяжёлом весе (1 раз)[17]
- Total Nonstop Action Wrestling / Impact Wrestling
  - Чемпион мира Impact (1 раз)1[18]
  - Командный чемпион мира Impact (1 раз) — со Скоттом Штайнером[19][20]
  - Чемпионство царя горы TNA (1 раз)[21][22]
  - Золотая перчатка (2016, 2017 — в тяжёлом весе)[23][24]
  - Гонка за кейс (2017 — красный кейс)
  - Feast or Fired (2016 — контракт за титул чемпиона King of the Mountain)[25]
  - Feast or Fired (2018 — контракт за титул командного чемпиона мира)[26]
- Ultimate Championship Wrestling
  - Чемпион UCW в тяжёлом весе (1 раз)[27]
- WWE
  - Чемпион на миллион долларов (1 раз)[28]
  - Чемпион Соединённых Штатов WWE (2 раза)
- Wrestling Observer Newsletter
  - Худший матч года (2023) — пр. Брэй Уайатт на Royal Rumble (2023)